# Rajesh Roshan
Rajesh Roshan (ur. 1955 w Bombaju w stanie Maharasztra) – indyjski kompozytor muzyki filmowej, nagrodzony za muzykę do takich filmów jak Kaho Naa... Pyaar Hai, Julie, nominowany za Znalazłem cię. Tworzy od 1974 roku.
Jest bratem reżysera Rakesh Roshana i wujem aktora Hrithik Roshana.
Był oskarżony o plagiat, polegający na wykorzystaniu muzyki Vangelisa  na ścieżkach filmów Węgiel i Kaho Naa... Pyaar Hai.

## Filmografia
- Krrish 2 (2009) (zapowiedziany)
- Valley of Flowers (2006)
- Krrish (2006)
- Prateeksha (2006)
- Aetbaar (2004)
- Znalazłem cię (2003)
- Love at Times Square (2003)
- Na Tum Jaano Na Hum (2002)
- Aap Mujhe Achche Lagne Lage (2002)
- Koi Mere Dil Se Poochhe (2002)
- Moksha: Salvation (2001)
- Mujhe Meri Biwi Se Bachaao (2001)
- Karobaar: The Business of Love (2000)
- Kya Kehna (2000)
- Kaho Naa... Pyaar Hai (2000)
- Trishakti (1999)
- Laawaris (1999)
- Daag: The Fire (1999)
- Kudrat (1998)
- Main Solah Baras Ki (1998)
- Keemat: They Are Back (1998)
- Yugpurush: A Man Who Comes Just Once in a Way (1998)
- Jaane Jigar (1998)
- Dand Nayak (1998)
- Hafta Vasuli (1998)
- Khote Sikkey (1998)
- Mere Do Anmol Ratan (1998)
- Tarazu (1997)
- Kaun Sachcha Kaun Jhootha (1997)
- Węgiel (1997)
- Ghulam-E-Musthafa (1997)
- Dastak (1996)
- Papa Kahte Hain (1996)
- Chhota Sa Ghar (1996)
- Sabse Bada Khiladi (1995)
- Karan Arjun (1995)
- Insaniyat (1994)
- Aasoo Bane Angaarey (1993)
- Gunaah (1993)
- King Uncle (1993)
- Prateeksha (1993)
- Zakhmo Ka Hisaab (1993)
- Lambu Dada (1992)
- Jeevan Daata (1991)
- Swarg Yahan Narak Yahan (1991)
- Shiv Ram (1991)
- Karz Chukana Hai (1991)
- Vishnu-Devaa (1991)
- Khel (1991)
- Bahaar Aane Tak (1990)
- Jurm (1990)
- Kishen Kanhaiya (1990)
- Jaisi Karni Waisi Bharni (1989)
- Asmaan Se Ooncha (1989)
- Daddy (1989/I) (TV)
- Kala Bazaar (1989))
- Kabzaa (1988)
- Dariya Dil (1988)
- Khoon Bhari Maang (1988)
- 'Kaash' (1987)
- Khudgarz (1987)
- Anubhav (1986)
- Bhagwan Dada (1986)
- Ghar Sansar (1986)
- Babu (1985)
- Aakhir Kyon? (1985)
- Ek Daku Saher Mein (1985)
- Telephone (1985/I)
- Ulta Seedha (1985)
- Nishan (1985)
- Inteha (1984)
- Jaag Utha Insan (1984)
- Yaadon Ki Zanjeer (1984)
- Zindagi Jeene Ke Liye (1984)
- Rishta Kagaz Ka (1983)
- Kaamchor (1982)
- Hamari Bahu Alka (1982)
- Johny I Love You (1982)
- Khud-Daar (1982)
- Sannata (1981)
- Yaarana (1981)
- Shakka (1981)
- Unees-Bees (1980)
- Man Pasand (1980)
- Lootmaar (1980)
- Do Aur Do Paanch (1980)
- Aakhri Insaaf (1980)
- Aap Ke Deewane (1980)
- Swayamvar (1980)
- Duniya Meri Jeb Mein (1979)
- Kaala Patthar (1979)
- Baton Baton Mein (1979)
- Mr. Natwarlal (1979)
- Vishwanath (1978)
- Des Pardes (1978)
- Dillagi (1978)
- Ek Baap Chhe Bete (1978)
- Khatta Meetha (1978)
- Muqaddar (1978)
- Swarg Narak (1978)
- Tumhari Kasam (1978)
- Doosara Aadmi (1977)
- Yehi Hai Zindagi (1977)
- Ek Hi Raasta (1977)
- Inkaar (1977)
- Jay Vejay (1977)
- Priyatama (1977)
- Swami (1977)
- Zindagi (1976)
- Udhar Ka Sindur (1976)
- Ginny Aur Johny (1976)
- Julie (1975)
- Kunwara Baap (1974)